# دبلوماسية ثقافية

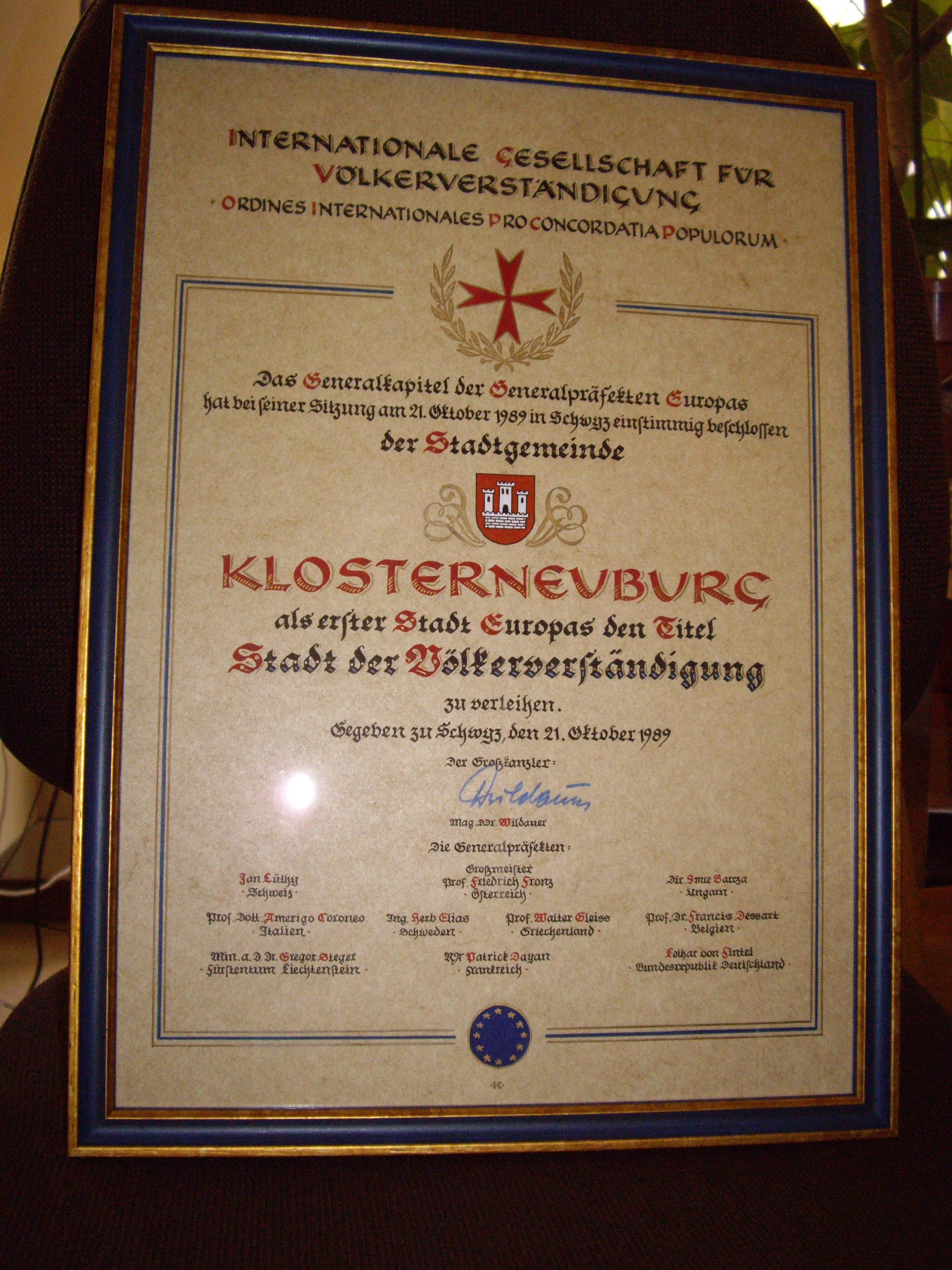

الدبلوماسية الثقافية هي نوع من الدبلوماسية العامة والقوة الناعمة التي تشمل تبادل الأفكار والمعلومات والفن واللغة وغيرها من جوانب الثقافة بين الدول وشعوبها من أجل تعزيز التفاهم المتبادل. الغرض من الدبلوماسية الثقافية أن يطور شعب دولة أجنبية فهمًا لمُثُل الأمة ومؤسساتها، في محاولة لبناء دعم واسع للأهداف الاقتصادية والسياسية. وفي جوهرها، تكشف الدبلوماسية الثقافية عن روح الأمة، التي بدورها تخلق التأثير. ومع تجاهلها في كثير من الأحيان، تستطيع الدبلوماسية الثقافية أن تؤدي دورًا مهمًا في تحقيق جهود الأمن الوطني.

## التعريف
الثقافة هي مجموعة من القيم والممارسات التي تخلق معنى للمجتمع. وهذا يشمل الثقافة العالية -الأدب والفن والتعليم، التي تروق للنخب- والثقافة الشعبية، التي تروق للجماهير. وهذا ما تسعى الحكومات إلى إظهاره للجمهور الأجنبي عند الانخراط في الدبلوماسية الثقافية. وهي نوع من القوة الناعمة، «القدرة على الحصول على ما تريد بالجذب بدلًا من الإكراه أو الدفع. وهي تنشأ من ثقافة البلد، ومُثله السياسية وسياساته». ما يشير إلى أن قيمة الثقافة هي قدرتها على جذب الأجانب إلى الأمة. والدبلوماسية الثقافية هي أيضًا عنصر من عناصر الدبلوماسية العامة. وتُعزز الدبلوماسية العامة بواسطة مجتمع وثقافة أكبر، وتساعد على «تضخيم هذا المجتمع والثقافة والإعلان عنها للعالم بأسره». ويمكن القول بأن عنصر المعلومات في الدبلوماسية العامة لا يكون فعالًا بالكامل إلا حال وجود علاقة تمنح المصداقية للمعلومات التي تُنقل. ويأتي هذا من المعرفة بثقافة الآخر. «وقد سميت الدبلوماسية الثقافية» المحور الأساسي للدبلوماسية العامة» لأن الأنشطة الثقافية لديها إمكانية إظهار أفضل ما في الأمة. وبهذه الطريقة، تكون الدبلوماسية الثقافية مرتبطة ارتباطًا وثيقًا بالدبلوماسية العامة.
قال ريتشارد تي أرندت، متخصص سابق في الدبلوماسية الثقافية بوزارة الخارجية، إن «العلاقات الثقافية تنمو طبيعيًا، دون تدخل الحكومة، معاملات التجارة والسياحة وتدفقات الطلاب والاتصالات وتداول الكتب والهجرة والوصول إلى وسائل الإعلام والزواج المشترك، الملايين من اللقاءات بين الثقافات اليومية. وإذا كان هذا صحيحًا، فلا يمكن القول إن الدبلوماسية الثقافية تحدث فقط عندما يحاول الدبلوماسيون الرسميون، الذين يخدمون الحكومات الوطنية، تشكيل هذا التدفق الطبيعي وتوجيهه لتعزيز المصالح الوطنية». ومن المهم ملاحظة أنه في حين أن الدبلوماسية الثقافية هي نشاط حكومي، فإن القطاع الخاص يؤدي دورًا مهمًا في خلق الثقافة، أما الحكومة فتتولى تعريف الثقافة وتحديد تأثير هذا النمو في السياسات الوطنية. وتحاول الدبلوماسية الثقافية إدارة البيئة الدولية بواسطة الاستفادة من هذه المصادر والإنجازات والتعريف بها في الخارج. وجانب مهم من هذا هو الاستماع -الدبلوماسية الثقافية- يهدف إلى تبادل ثنائي الاتجاه، وإلى تعزيز التفاهم المتبادل، ومن ثم كسب التأثير داخل الدولة المستهدفة. وتستمد الدبلوماسية الثقافية مصداقيتها ليس من قربها من المؤسسات الحكومية، ولكن من قربها من السلطات الثقافية. يُنظر إليها بوصفها سلاحًا صامتًا في السيطرة على دولة أخرى باستخدام أساليب غير عنيفة لإدامة علاقة من التفاهم والدعم المتبادلين بين البلدان المعنية.

## الغرض
يتمثل هدف الدبلوماسية الثقافية في التأثير على الجمهور الأجنبي، واستخدام هذا التأثير، الذي بُني على المدى الطويل، نوعًا من النيات الحسنة لكسب الدعم السياسي، ويسعى لتسخير عناصر الثقافة لحث الأجانب على:
- امتلاك نظرة إيجابية عن شعب البلد وثقافته وسياساته.
- تحفيز تعاون أكبر بين البلدين.
- تغيير السياسات أو البيئة السياسية للدولة المستهدفة.
- الحد من الصراع مع الدولة المستهدفة.

بالمقابل، قد تساعد الدبلوماسية الثقافية الأمة على فهم أفضل للأمة الأجنبية وتعزز التفاهم المتبادل. والدبلوماسية الثقافية هي طريقة لإدارة العلاقات الدولية دون توقع أي شيء في المقابل بالطريقة التي تتوقعها الدبلوماسية التقليدية عادةً. وتعمل وسائل التبادل وسيلةً لنقل انطباع إيجابي عن الدولة الأجنبية، لاكتساب فهم وموافقة الغرباء في ممارساتهم الثقافية وتطبيع وأعرافهم الاجتماعية بين الثقافات الأخرى.
تركز الدبلوماسية على المدى الطويل، وبدرجة أقل على مسائل سياسية محددة. الهدف هو بناء التأثير على المدى الطويل عند الحاجة إليه، بإشراك الناس مباشرةً. هذا التأثير له تداعيات تتراوح من الأمن القومي إلى زيادة السياحة والفرص التجارية. ويُسمح للحكومة بإنشاء «أساس من الثقة» والتفاهم المتبادل المحايد المبني على التواصل بين الناس. وعنصر آخر فريد ومهم من الدبلوماسية الثقافية هو قدرتها على الوصول إلى الشباب والعامة والجماهير خارج دوائر الدبلوماسية. باختصار، تزرع الدبلوماسية الثقافية بذور المُثُل العليا والأفكار والحجج السياسية والتطورات الروحية ووجهة نظر عامة للعالم، قد تزدهر أو لا تزدهر في دولة أجنبية. لذلك، فأن الأيديولوجيات التي تنشرها الدبلوماسية الثقافية حول القيم التي يؤمن بها الشعب الأمريكي، تُمكن من يسعون إلى حياة أفضل من التطلع نحو العالم الغربي، حيث تُصور السعادة والحرية بوصفهما هدفين مرغوبين وقابلين للتحقيق.

## الأمن القومي
الدبلوماسية الثقافية بدايةً هي إظهار للقوة الوطنية، لأنها توضح للجماهير الأجنبية كل جانب من جوانب الثقافة، متضمنةً الثروة والتقدم العلمي والتكنولوجي والقدرة التنافسية في المجالات المختلفة، من الرياضة والصناعة إلى القوة العسكرية، والثقة الشاملة للأمة. من الواضح أن تصور القوة له تداعيات مهمة على قدرة الأمة على ضمان أمنها. ولأن الدبلوماسية الثقافية تتضمن الحجج السياسية والأيديولوجية، وتستخدم لغة الإقناع والدعوة، فيمكن استخدامها أداةً للحرب السياسية، والاستفادة منها لتحقيق الأهداف التقليدية للحرب. ونُقل عن ناشط صيني قوله «لقد شاهدنا الكثير من أفلام هوليوود، تعرض حفلات الزفاف والجنازات والذهاب إلى المحكمة. لذلك لن تشعر أنه من الغريب أن تذهب إلى المحكمة عدة مرات في حياتك». وهذا مثال على تصدير ثقافي قد يكون له تأثير خفي في النظام القانوني في الصين، الذي قد يفيد الولايات المتحدة أو أي دولة ترغب في رؤية الصين أكثر ديمقراطية. وبهذا تستطيع الأفكار والتصورات أن تؤثر في النهاية في قدرة الأمة على تحقيق أهداف الأمن القومي. 
فيما يتعلق بالسياسة التي تدعم أهداف الأمن القومي، خلقت المعلومات عالمًا مترابطًا بتزايد، إذ تخلق التصورات العامة للقيم والدوافع بيئةً مواتية -أو معطلة- للحصول على دعم دولي للسياسات. ويدور الكفاح من أجل التأثير في التطورات الدولية المهمة بتزايد حول كسب الصراع المعلوماتي لتفسير أفعال الدول. إذا لم يُفسر الفعل في الخارج على النحو الذي قصدته الأمة، يصبح الفعل نفسه بلا معنى. وتساعد الدبلوماسية الثقافية على خلق بيئة تُستقبل فيها الأمة بوصفها جيدةً أساسًا، ما يساعد على تأطير أفعالها في ضوء إيجابي.
غالبًا ما يكون لدى المشاركين في الدبلوماسية الثقافية نظرة ثاقبة حول المواقف الأجنبية التي لا يمتلكها الدبلوماسيون الرسميون، ما يمكن استخدامه لفهم نيات أمة أجنبية وقدراتها فهمًا أفضل. ويمكن استخدامه لمواجهة الدعاية العدائية وجمع المعلومات الاستخباراتية مفتوحة المصدر.
عمومًا، للدبلوماسية الثقافية القدرة على إظهار القوة الوطنية، وخلق بيئة مواتية للدعم، والمساعدة على جمع المعلومات وتفسيرها، ما يساعد على تعزيز الثقافة، ويعزز مكانة الأمة، ويساعد على حشد الدعم السياسي في الخارج. وتؤثر كل هذه العوامل في أمن الأمة، وعلى هذا، فإن للدبلوماسية الثقافية تأثير في الأمن القومي.

## أدوات وأمثلة
قد تستفيد الدبلوماسية الثقافية من كل جوانب ثقافة الأمة، متضمنةً:
- الفنون، متضمنةً الأفلام والرقص والموسيقى والرسم والنحت، إلخ.
- المعارض التي تتيح إمكانية عرض العديد من المواضيع الثقافية.
- البرامج التعليمية مثل الجامعات وبرامج اللغات بالخارج.
- التبادلات العلمية والفنية والتعليمية، إلخ.
- الأدب، إنشاء مكتبات في الخارج وترجمة الأعمال الشعبية والوطنية.
- بث الأخبار والبرامج الثقافية.
- الهدايا تعبيرًا عن التقدير والاحترام.
- الدبلوماسية الدينية، متضمنةً الحوار بين الأديان.
- ترويج الأفكار والسياسات الاجتماعية وتفسيرها.

تسعى كل هذه الأدوات إلى فهم ثقافة الأمة للجمهور الأجنبي. وتعمل عملًا أفضل عندما تثبت اتصالها بالجمهور المستهدف، ما يتطلب فهمًا للجمهور. ويمكن استخدام هذه الأدوات بالعمل عبر المنظمات غير الحكومية والمهاجرين والأحزاب السياسية في الخارج، ما قد يساعد على مواجهة تحدي التواصل والفهم. ولا تُنشئ الحكومة هذه الأدوات مباشرةً، بل تُنتجها الأوساط الثقافية، وتيسر الحكومة وصولها إلى الجمهور الأجنبي، بهدف كسب التأثير.

### الفنون
في الخمسينيات من القرن العشرين، كان للاتحاد السوفيتي سمعة اقترنت بالسلام، والتضامن الطبقي الدولي، والتقدم نظرًا لتقديمه الدعم للحركات الثورية التحررية المحلية. في حين ارتبطت سمعة الولايات المتحدة بمشاركتها في الحرب الكورية والمحافظة على الوضع القائم حينذاك. سعيًا منها لتغيير ذلك التصور، عمِدت وكالة الولايات المتحدة للمعلومات الأمريكية إلى رعاية معرض تصوير فوتوغرافي تحت عنوان العائلة الإنسانية. عُقِد العرض الأصلي في متحف الفن الحديث في مدينة نيويورك، ولكن لاحقًا ساعادت وكالة الولايات المتحدة للمعلومات في عقده في 91 موقعًا في 39 دولة. نسّق إدوارد ستايشن الصور البالغ عددها 503 والتي التقطها 237 مصورًا من المحترفين والهواة على حد سواء. وأظهرت الصور لقطاتٍ عن الحياة اليومية للإنسان في مراحلها المختلفة: في حالات التغزل، والولادة، وتربية الأبناء، والعمل، والتعبير عن الذات، وغير ذلك، وضمت كذلك صورًا من الكساد الكبير. كان الطابع متعدد الثقافات غالبًا على معظم الصور، في حين حملَ القليل منها رسائل سياسية صريحة تُظهر الانتقائية والتنوع في الثقافة الأمريكية، والتي شكّلت أساس القوة الناعمة لأمريكا. حظي العرض بشعبية جارفة، وجذب أعدادًا كبيرة من المشاهدين، وباختصار فإن أمريكا قد «قدّمت للعالم صورةً عن العالم، ونالت الفضل في ذلك».
حاولت وزارة الخارجية الأمريكية تقديم تجربة مماثلة في في فبراير 2002 بعنوان «صور من غراوند زيرو». تألف العرض من 27 صورة توضح هجمات 11 سبتمبر بالتفصيل، ونسّق جويل مايرويتز الصورَ التي عُرِضت في 60 دولة، بدعم من السفارات والقنصليات الأمريكية. تمثّل الهدف من العرض في صياغة ذاكرة جمعيّة للهجوم ونتائجه، وإبقائها ذكراه حية. سعى العرض إلى التركيز على الجانب الإنساني من المأساة، ولم يقتصر على دمار المباني فحسب. وهدِف العرض كذلك إلى إظهار سردية التعافي والتصميم عبر توثيق مشاعر الحزن والألم من جهة، وجهود الإنقاذ من جهة أخرى. في العديد من البلدان التي عُرضت فيها الصور، عُمِد إلى تقديمها بطريقة تخاطب الجمهور المحلي المستهدف. على سبيل المثال، غالبًا ما وُجّهت دعوات لأقارب ممّن قضَوا في دمار الأبراج لحضور افتتاح المعرض. وبهذه الطريقة، تمكنت الولايات المتحدة من إضفاء بصمتها على المأساة ومنع العالم من نسيان الحادثة.

### المعارض
خلال حقبة الحرب الباردة، غالبًا ما لجأت الولايات المتحدة والاتحاد السوفييتي إلى استخدام المعارض لإظهار الثقافة والتقدم. في العام 1959، أقيم المعرض القومي الأمريكي في متنزه سوكولنيكي في موسكو. افتتح المعرض نائب الرئيس الأمريكيي ريتشارد نيكسون، وحضره والت ديزني، وريتشارد بوكمينستر فولر، وويليام راندولف هيرست، وكبار المديرين التنفيذيين في شركات بيبسي، وكوداك، وميسيز. أظهر المعرض المنتجات الاستهلاكية الأمريكية، والسيارات، والقوارب، وأجهزة التلفزيون الملونة، والطعام، والألبسة، وغيرها، بالإضافة إلى عينات من السلع الأمريكية مثل بيبسي. كما وُجد داخل المعرض مطبخ أمريكي نموذجي، حيث تمكّن الزوار من مشاهدة إعداد وجبة مجمدة من ماركة بيردز آي. وقد برمجت شركة آي بي إم حاسوبًا للإجابة باللغة الروسية على 3500 سؤال متعلق بأمريكا. وكان السؤال الأكثر ترددًا هو «ما معنى الحلم الأمريكي؟»